# Marshall's Grove
Marshall's Grove es una histórica casa de plantación ubicada cerca de Selma, Alabama, Estados Unidos.

## Historia
La casa fue construida para el Dr. Hugh Marshall, un nativo de Charleston, Carolina del Sur que emigró a Alabama durante la década de 1830. Ubicado en la ruta norte hacia Selma, fue confiscado por el general de la Unión James H. Wilson durante la Batalla de Selma. Se permitió que la esposa y las hijas de Marshall permanecieran en la casa durante la ocupación. La casa fue restaurada por la bisnieta de Marshall, Seleta Llewellyn, a mediados y finales del siglo XX. Fue agregado al Registro Nacional de Lugares Históricos el 4 de febrero de 1982.

## Descripción
La casa de dos pisos con estructura de madera fue construida al estilo federal en 1840. Tiene cinco tramos de ancho, con un pórtico de dos niveles con un frontón que abarca el tramo central.